# Schleuse Bergeshövede
Die Schleuse Bergeshövede ist eine stillgelegte Schleuse am Dortmund-Ems-Kanal (DEK), in unmittelbarer Nähe des Nassen Dreiecks. Bergeshövede ist ein Ortsteil von Hörstel–Riesenbeck, im Norden Nordrhein-Westfalens.
Die Schleuse (DEK-km 108,6) wurde 1898, zusammen mit der nahezu baugleichen Kleinen Schleuse Bevergern (DEK-km 109,7), erbaut. Die Schleusenkammer ist fast 67 m lang, 8,60 m breit und hatte eine Fallhöhe von 4,1 m. Für Schleppzüge war sie jedoch zu klein und so wurde bereits 1916 die Große Schleuse Bevergern zusätzlich in Betrieb genommen.
In den 1980er Jahren wurde die Schleuse Bergeshövede stillgelegt und 2007 in die Liste der Baudenkmäler in Hörstel aufgenommen. Im Rahmen des geplanten Neubaus der Schleuse Bevergern sind voraussichtlich ab 2021 auch Baumaßnahmen zum Erhalt der Schleuse Bergeshövede vorgesehen.